# Magyarbikal
Magyarbikal (románul Bicălatu) falu Romániában, Kolozs megyében.
Bánffyhunyadtól 3 kilométernyire található, északkeleti irányban, az Almás-patak egyik mellékvölgyében.
Területén újkőkorszaki leleteket tártak fel.

## Nevének említése
Első említése 1249-ből maradt fenn. Neve a történelem során Terra Bekaly Bikkallya, Bikkalatt, Magyarbikkallya alakban szerepelt. Neve az egykor felette húzódó bükkerdőre utal - Bikal földje -, de a falura leselkedő  veszélyek miatt lakosai lehúzódtak a védettebb völgybe.
Elnevezései: Magyar-Bikal (1939, 1863, 1890), 1920 Bicalat (1920), Bicalatu (1930).

## Lakossága
1850-ben 470 magyar református lakosa van.
1910-ben 907 fős lakosságából már 30 fő román. 3 fő ortodox, 26 fő görögkatolikus, 17 fő római katolikus, 8 fő izraelita és 847 fő református.
2011-ben 369 lakosa van, melyből magyar 353 fő.

## Története
IV. Béla a falut Pál országbírónak adományozta. Később a sebesvári várbirtok, majd a székely eredetű Tamásfalvi család tulajdona.
1450-től a falu birtokosai Vitéz néven szerepelnek, majd a Homoródszentmártoni Bíró család örökli. Az altorjai Szabóknak 1940-ig voltak Magyarbikalon birtokai.
A trianoni békeszerződésig Kolozs vármegye Bánffyhunyadi járásához tartozott.

## Látnivalók
Szent Lénárd tiszteletére emelt gótikus stílusú református temploma 1402-ben épült fel. Az 1693-as földrengés során beomlott csúcsíves mennyezete helyett kazettás famennyezet készült, amelyet Gyalui Asztalos János festett Korda Zsuzsanna megrendelésére 1697-ben. A szentély 101, a hajó 84 kazettája ebből az időből való, jelezve a templom eredeti méreteit. Ugyancsak Gyalui Asztalos János készítette az éneklőkarzatot és az úrasztalát is. A 18. században (1790) kibővített és felújított templom szószékkoronáját, az új mennyezetkazettákat és a padok elejét díszítő címereket a szászkézdi Umling Lőrinc és fiai készítették. Ezekből mára a szentélyben 21, a hajóban 37 kazetta maradt meg. Az ő munkájuk a keleti karzatmellvéd és Vitéz Klára megbízásából a szószékkorona valamint Bíró Zsigmond és Gyarmati Sándor felkérésre a három címerrel ellátott padmellvéd.  Jelenleg látható tornya 1923-ban épült Kós Károly tervei alapján. Ekkor cserélték a megrongálódott kazettákat is. A szentély 24 és a hajó 54 szerényebben festett táblája Csöregi Márton és Asztalos József munkái.
Magyarbikal egykori Farkasvárának csekély maradványai fellelhetők a falutól keleti irányba 1,5 kilométerre fekvő egykori várdombon.

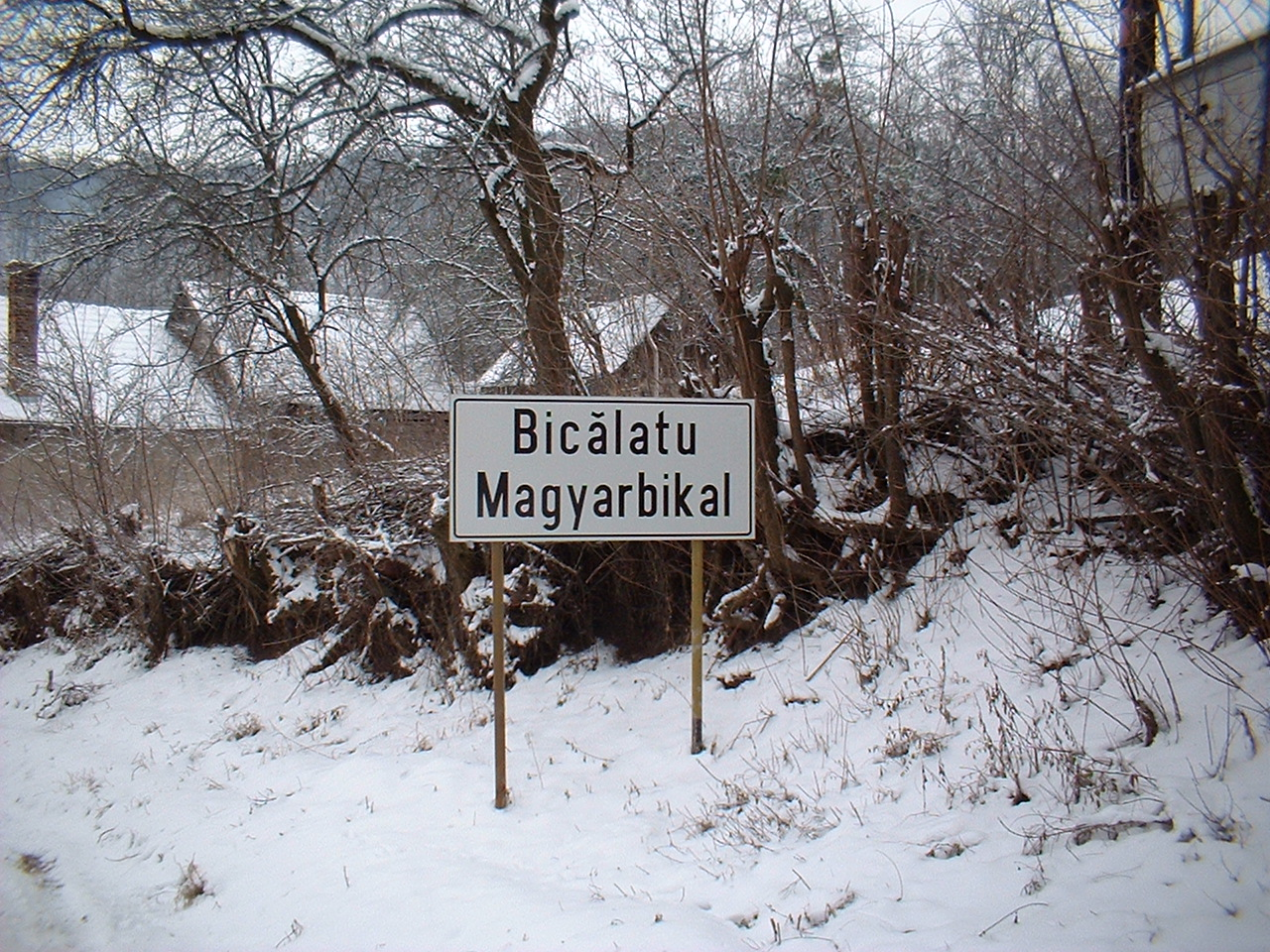
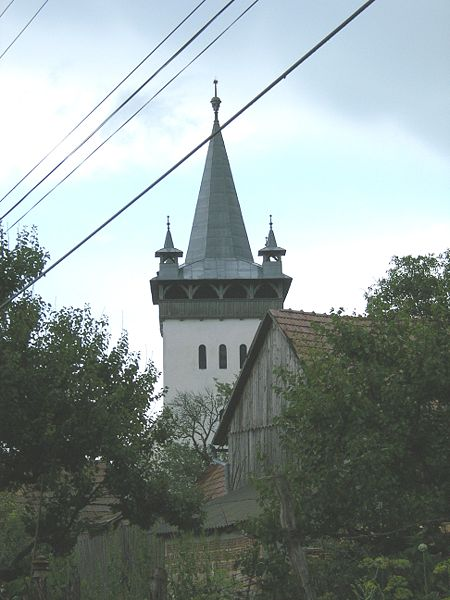
Magyarbikal református temploma
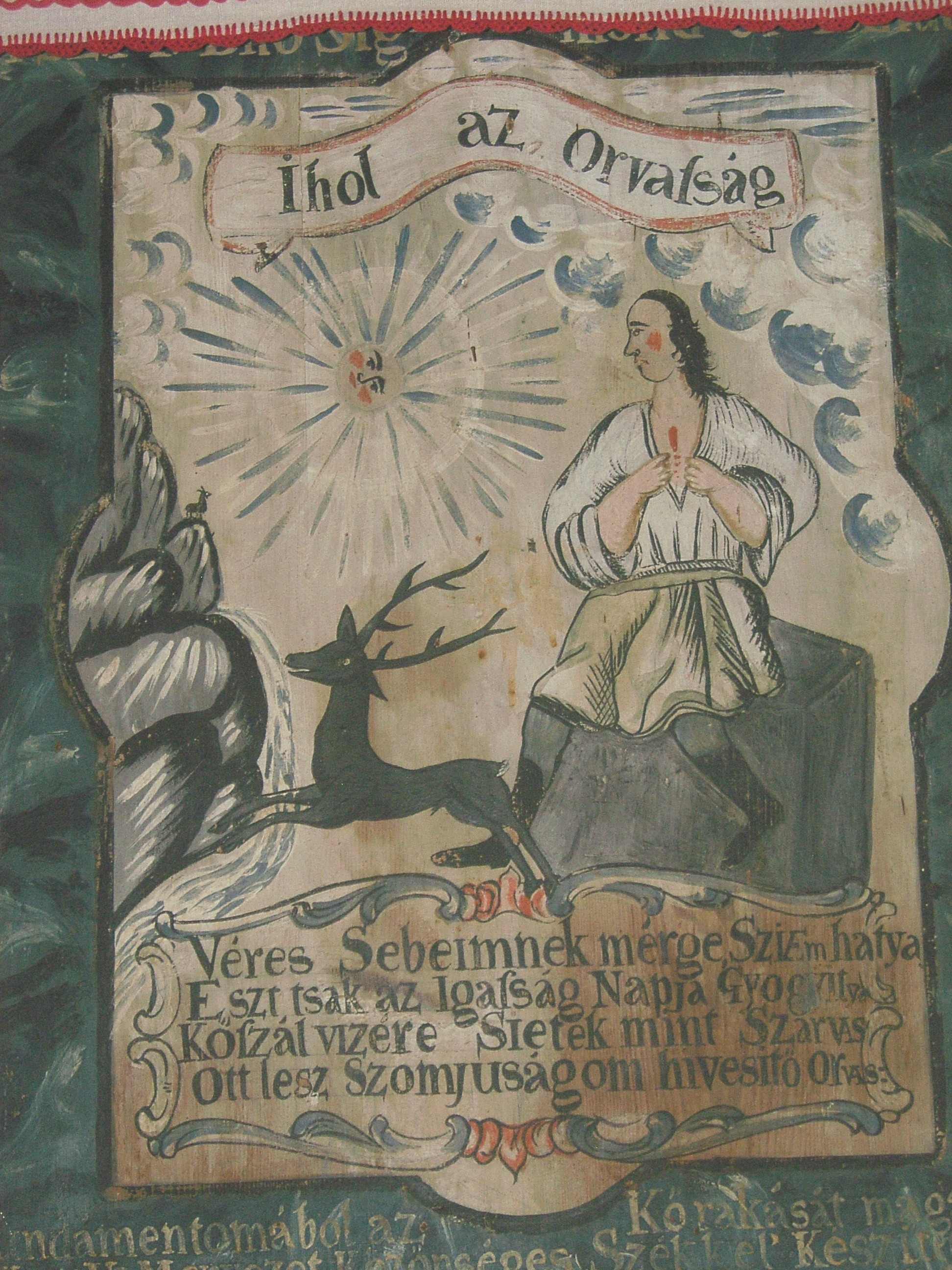
Festett tábla Magyarbikal református templomából
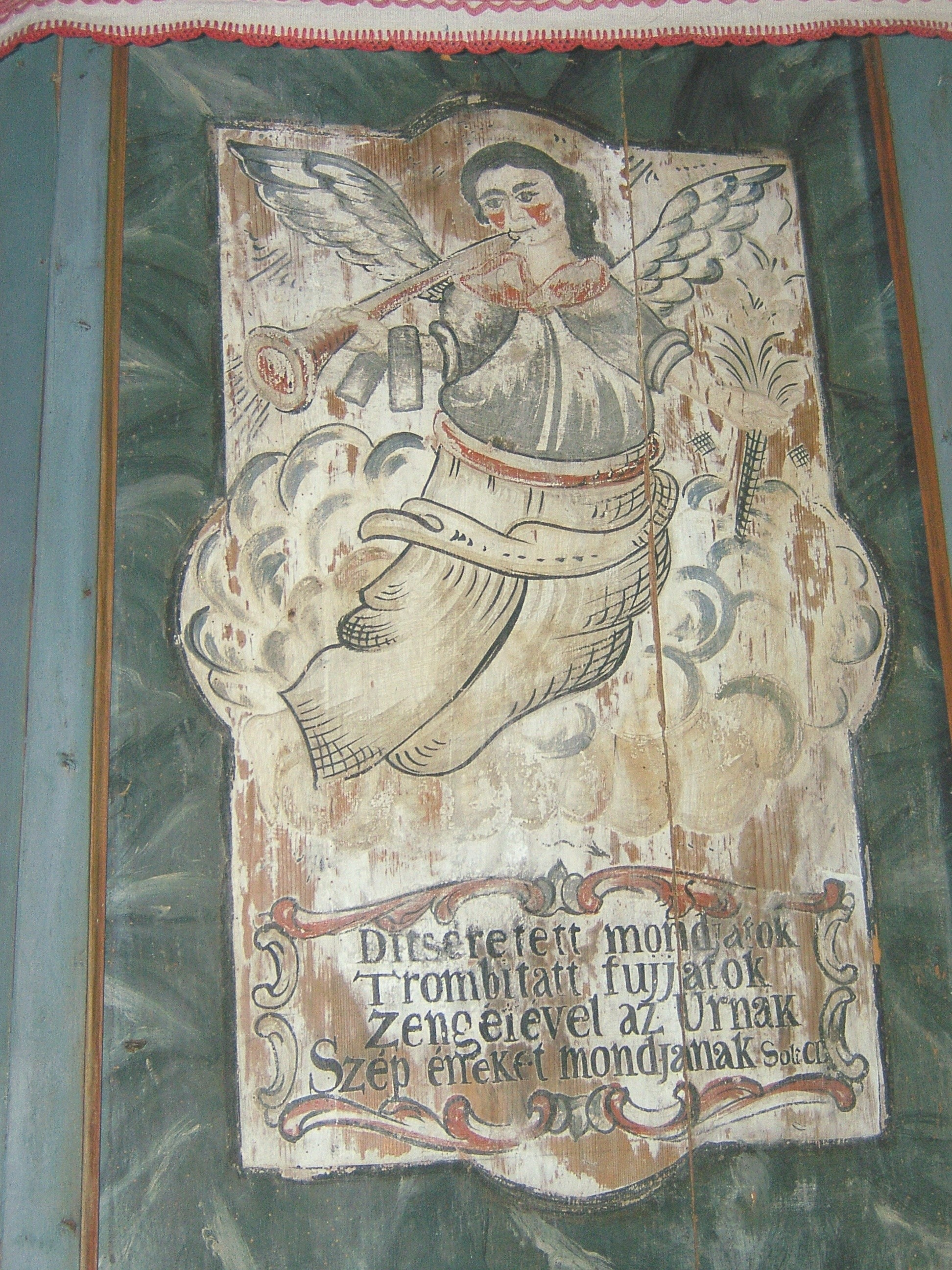
Festett tábla Magyarbikal református templomából
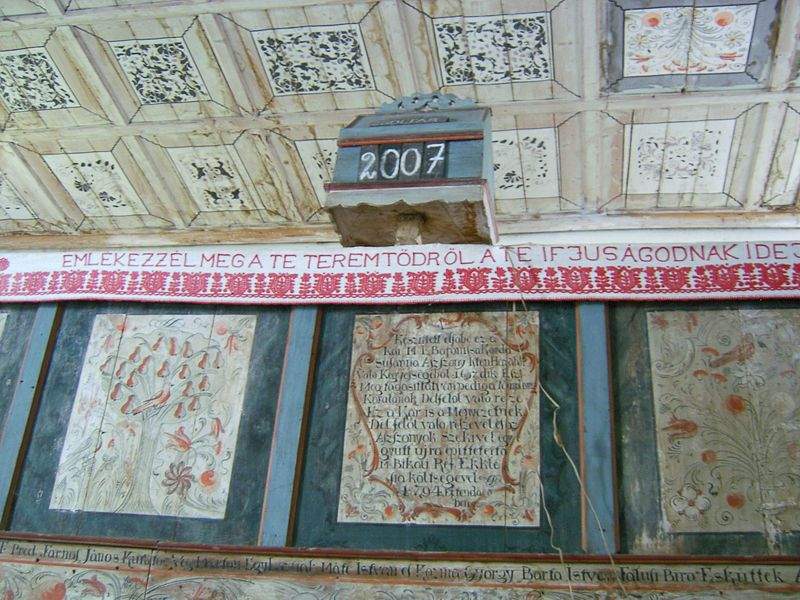
Magyarbikali templom karzata
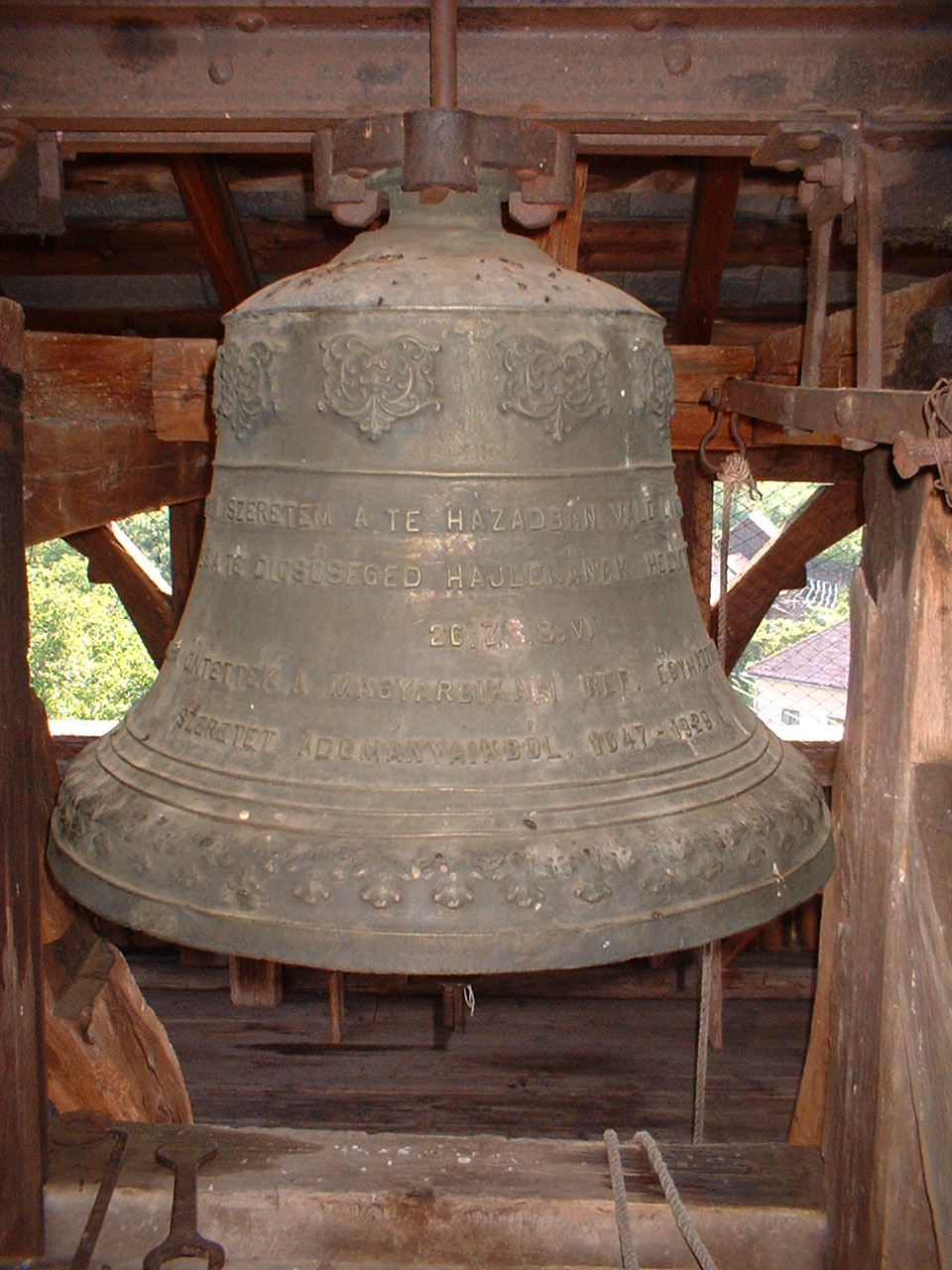
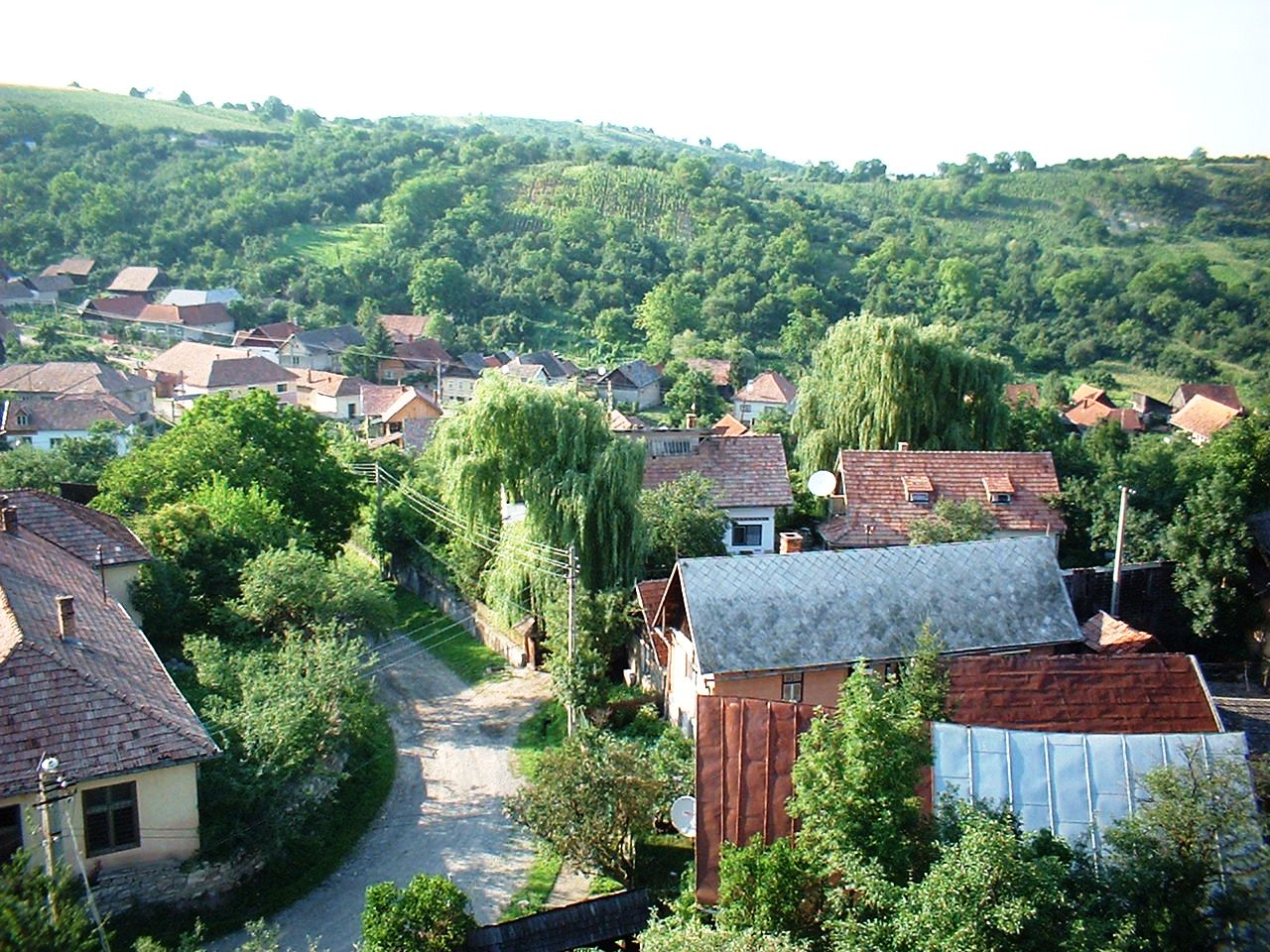
Magyarbikal